# František Benko
František Benko (9. června 1921 – 28. srpna 2004) byl slovenský a československý politik Komunistické strany Slovenska a poúnorový poslanec Národního shromáždění ČSR.

## Biografie
Ve volbách roku 1954 byl zvolen do Národního shromáždění za KSČ ve volebním obvodu Sobrance-Humenné. V parlamentu setrval až do konce funkčního období, tedy do voleb roku 1960. K roku 1954 se profesně uvádí jako důstojník ČSLA. Nositel Řádu Slovenského národního povstání.